# ابن وحشية
أَبُو بَكْرْ أَحْمَدْ بْنْ عَلِي بْنْ قَيْسْ بْنْ اَلْمُخْتَارْ بْنْ عَبْدِ اَلْكَرِيمْ بْنْ حَرَثِيا بْنْ بَدَنِيًّا اِبْنُ بُورَاطِيا اَلْكَزْدَانِي المعروف أيضًا بِابْن وَحْشِيَّة اَلنَّبَطِيِّ. كيميائي وعالم لغوي عراقي نبطي مسلم، من أهل قسين، التي كانت قريبة من الكوفة، عاش في القرن الثالث الهجري.
له العديد من المؤلفات في الكيمياء وعلم اللغة كما ترجم كتاب «اَلْفِلَاحَة اَلنَّبَطِيَّةِ» الذي يعدّ من أشهر المؤلفات الزراعية القديمة عن لغة قديمة. ورد ذكره في كتاب دلالة الحائرين للفيلسوف اليهودي موسى بن ميمون. وكذلك ذكره شهاب الدين النويري في كتابه نهاية الأرب في فنون الأدب. وكتاب «شَوْقُ اَلْمُسْتَهَامِ فِي مَعْرِفَةِ رُمُوزِ اَلْأَقْلَامِ»، يتناول 89 لغة قديمة وكتاباتها ومقارنتها بالعربية ومنها الهيروغليفية، وقد اكتشف ابن وحشية أن الرموز الهيروغليفية هي رموز صوتية وحلّل العديد من رموزها قبل اكتشاف شامبوليون بل إن ترجمة إنجليزية لمخطوطة شوق المستهام من تحقيق المستشرق النمساوي جوزيف همر نشرت في لندن عام 1806 أي 16 عاما قبل اكتشاف شامبليون ذلك، وذهب البعض إلى القول أن شامبليون كان قد اطلع على هذه المخطوطة إلا أنه لا توجد دلائل تؤكد أو تدحض هذا الادعاء.

## أعماله
يسرد ابن النديم في «كتاب الفهرست» عددًا كبيرًا من الكتب عن السحر والخوارق والتماثيل والعروض والزراعة والكيمياء والفيزياء والطب، التي كتبها أو ترجمها من الكتب القديمة، لابن وحشية.
اشترك في تأليف أعماله عن الكيمياء مع الكيميائي أبو طالب أحمد بن الحسين الزيات (المتوفى سنة 340 هجريًا)؛ واستُخدمت أعمالهم من قبل شمس الدين الدمشقي.

### الزراعة النبطية

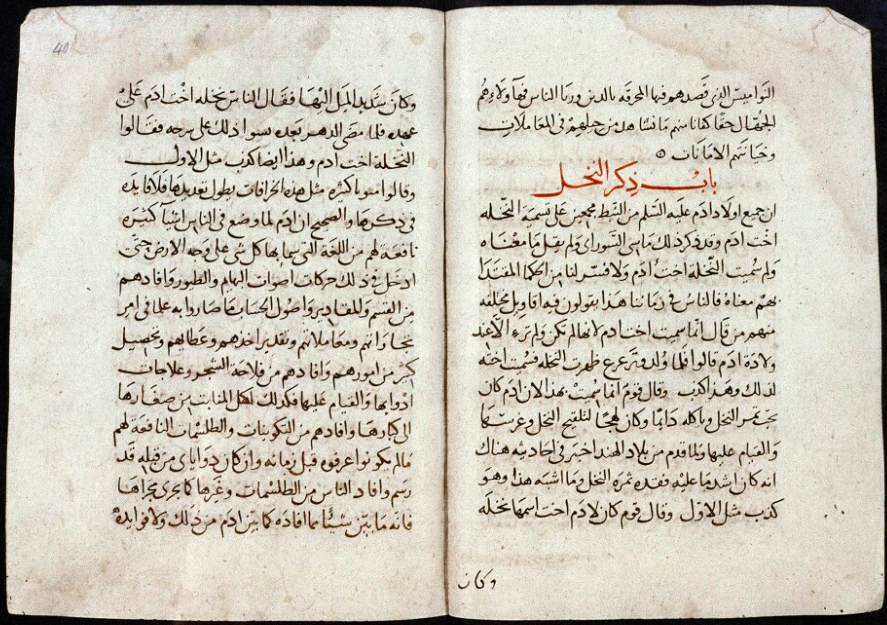
صفحة من كتاب «اَلْفِلَاحَة اَلنَّبَطِيَّةِ» تعود الى القرن العاشر الميلادي.

#### علم السموم
كتب أطروحة علم السموم بعنوان «كتاب السموم»، الذي يجمع بين العلم المعاصر والسحر والتنجيم.

### علم المصريات

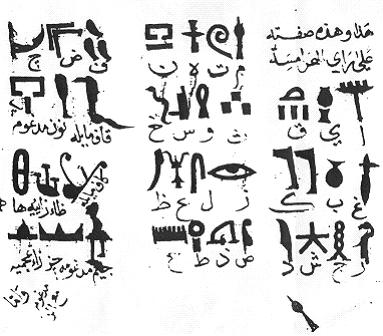
ترجمة ابن وحشية 985 م للأبجدية الهيروغليفية المصرية القديمة.

كان ابن وحشية من أوائل المؤرخين الذين تمكنوا على الأقل جزئيا من فك ما كتب في الهيروغليفية المصرية القديمة، من خلال ربطها باللغة القبطية المعاصرة التي يستخدمها قبطي الكهنة وقته. مخطوط عربي لكتاب ابن وحشية «كتاب شوق المستهام في معرفة رموز الأقلام»، وهو عمل يناقش عددًا من الأبجدية القديمة، حيث قام بفك رموز عدد من الهيروغليفية المصرية، تمت قراءته لاحقًا بواسطة أثناسيوس كيرشر في القرن السابع عشر ، ثم ترجمته ونشره في الإنجليزية بقلم جوزيف فون هامر بورغستال في عام 1806 باسم «الأبجدية القديمة والشخصيات الهيروغليفية»؛ مع سرد للكهنة المصريين، وفصولهم، وبدءهم، وتضحياتهم في اللغة العربية لأحمد بن أبي بكر بن وحشية، قبل 16 عامًا من فك رموز جان فرانسوا شامبليون الكاملة للهيروغليفية المصرية. عُرف هذا الكتاب بـ دي ساسي، زميل شامبليون. يدعي الدكتور عكاشة الدالي، في معهد الآثار جامعة كلية لندن، أن ابن وحشية قد فك شفرة بعض الحروف الهيروغليفية، قبل ثمانية قرون من فك شامبليون لفصل حجر رشيد. ينتقد AK Eyma هذه الفكرة ويعتقد أن «لم يكن هناك شيء مثل فك رموز الهيروغليفية العربية». يرى كارلو نالينو، في محاضراته عن تاريخ علم الفلك العربي، أن الكتب المنسوبة لابن وحشية هي في الواقع أعمال تلميذ غير موثوق يُنسب إليه. ولا علم له قيمة جيم، بما في ذلك الادعاء بأنه قام بفك رموز بعض الهيروغليفية.

### التعمية
استعمل ابن وحشية عدداً من حروف الهجاء التي استعملت في تعمية كتابات السحر.

## مؤلفاته

### في اللسانيات
- كتاب شوق المستهام في معرفة رموز الأقلام
- كتاب شمس الشموس وقمر الأقمار في كشف رموز الهرامسة.

### في الزراعة
- كتاب الفلاحة النبطية.

### في السحر
- كتاب طرد الشياطين
- كتاب السحر الكبير
- كتاب السحر الصغير

### في الكيمياء
- كتاب الأصول الكبير
- كتاب الأصول الصغير